# Nagy László-szobor (Kecskemét)

## Nagy László-szobor (Kecskemét, Czolner tér)
A Nagy László szobrot Dr. Bocskov Petrov Jordán kezdeményezésére Kecskemét Megyei Jogú Város Bolgár Települési Nemzetiségi Önkormányzata építtette 2013-ban, mely Venelin Antonov bolgár szobrászművész alkotása. (A kövek a bulgáriai Balkán-hegységből származnak.)

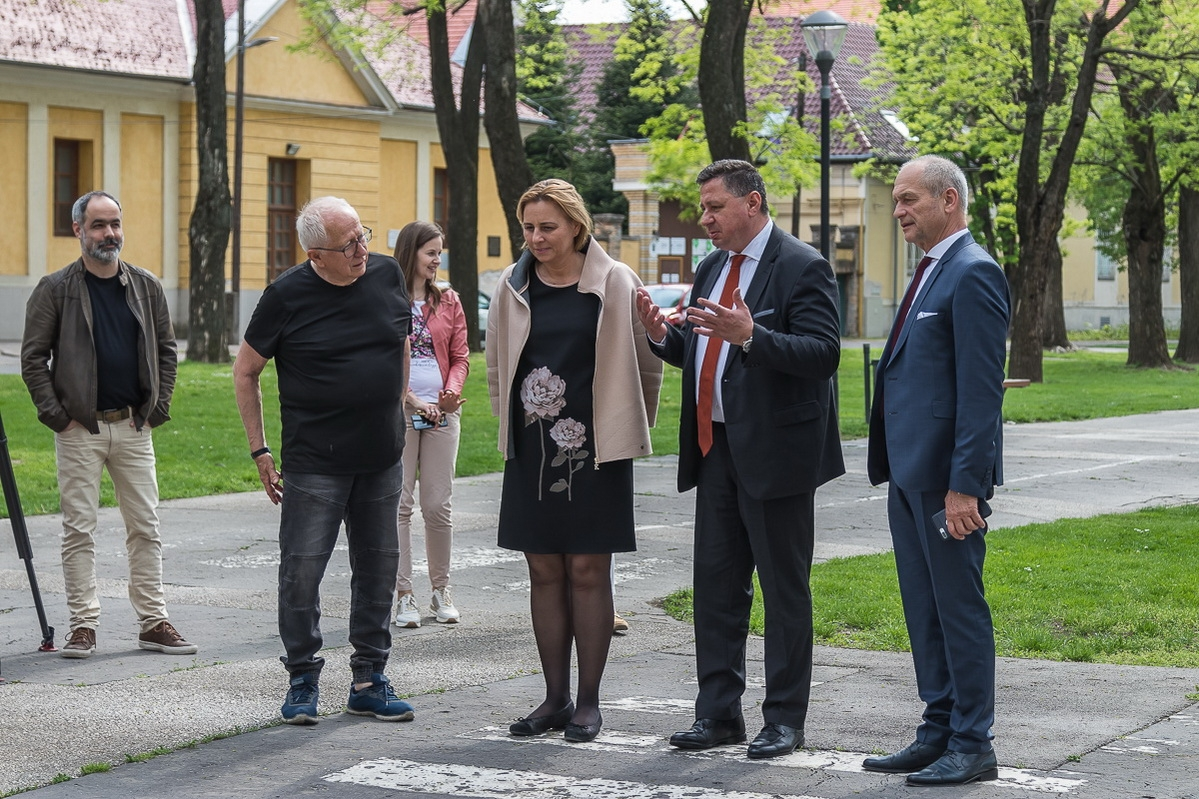
Avatás a kecskeméti Czolner téren

A szobrot Őexc. Bisserka Benisheva bolgár nagykövet és Dr. Zombor Gábor Kecskemét MJV polgármestere (2006–2014 között Kecskemét polgármestere) avatta fel.
A szobor környezetében 2022. májusában Őexc. Christo Polendakov bolgár nagykövet és Szemereyné Pataki Klaudia Kecskemét MJV polgármestere bolgár rózsákat ültettek a szélesedő magyar-bolgár kapcsolatok jegyében.

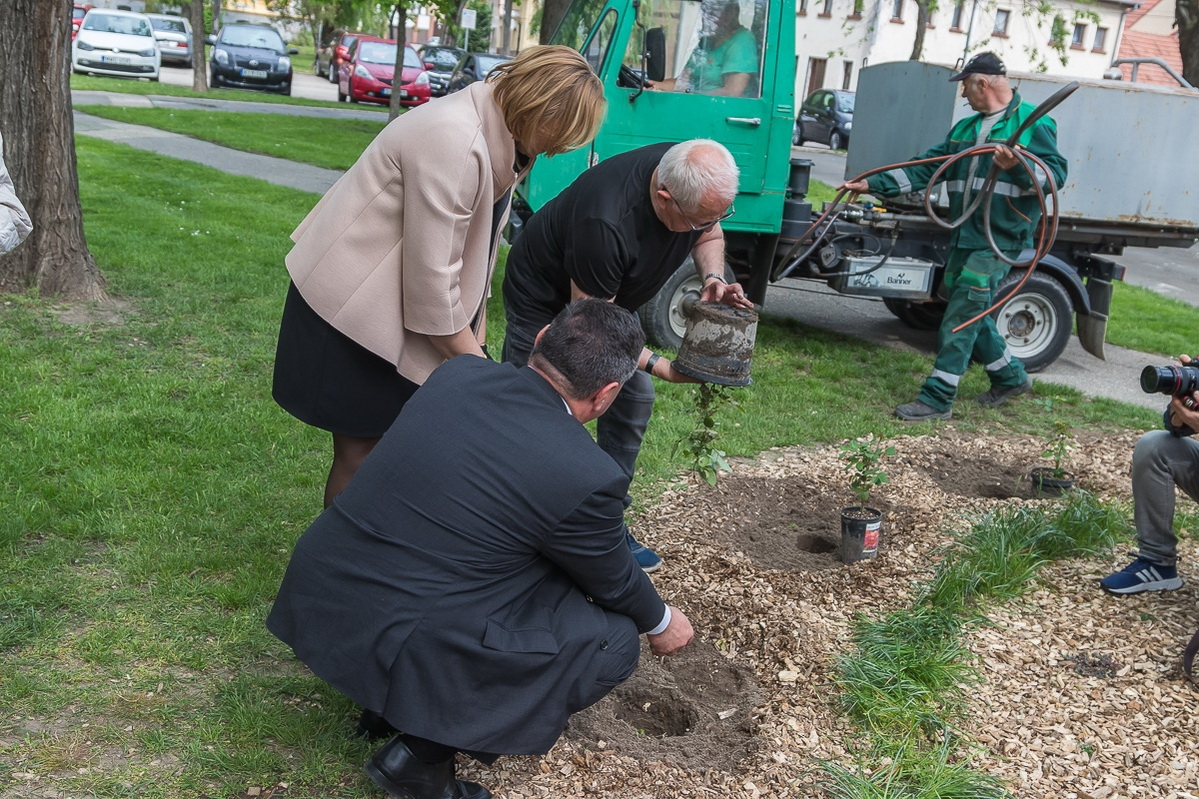
A Bulgáriából érkezett rózsák ültetése

## Nagy László Bulgáriában
Nagy László (Felsőiszkáz, 1925. július 17. – Budapest, 1978. január 30.) Kossuth- és háromszoros József Attila-díjas költő, műfordító, grafikus.
1948 nyarán dönt úgy, hogy költő lesz, a Pázmány Péter Tudományegyetem magyar–szociológia–filozófia, majd orosz szakos hallgatója. 1949-ben jelent meg első kötete, a Tűnj el fájás.
Ösztöndíjjal Bulgáriába utazott (1949 őszétől 1951 nyaráig), hogy műfordításokat készítsen. Ennek a közel két évnek gyümölcse első műfordításkönyve, a Szablyák és citerák (1953). Ez nemcsak az életművére volt erős hatással, hanem őt is befogadta, a sajátjának tekinti a bolgár irodalmi élet. Halála (1978) után néhány évvel Szmoljanban Nagy László-emlékházat nyitottak egy kiállítással, amely napjainkra elavult, a ház állaga pedig erősen leromlott. Többéves program keretében, a Szófiai Magyar Intézet és a Szmoljani Regionális Múzeum összefogásával, a bolgár kulturális kormányzat, az NKA és az MMA támogatásával újították fel Nagy László szmoljani emlékházát. 2015-ben kezdték renoválni az épületet. 
Sok elismerést kapott (három József Attila-díj; Kossuth-díj, 1966; Nemzetközi Költőtalálkozó Aranykoszorúja, 1968; Cirill és Metód-díj, 1970; Botev-díj (A koncepció kidolgozását a Petőfi Irodalmi Múzeum támogatta 2017-ben. Szmoljanban Nagy László nem sokat járt, viszont 1976-ban itt vette át a rangos bolgár irodalmi kitüntetést), 1976; Szmoljan város (Bulgária) díszpolgársága).
„Ki viszi át a Szerelmet” című művét fordították le a legtöbb nyelvre, illetve ennek a műnek a bolgár fordítására hirdetett meg versenyt a Szófiai Magyar Kulturális Intézet 1995-ben, ahogy erről a Literaturen Forum az évi júliusi száma tudósít, és közli a műfordításokat neves bolgár költők tollából.